# Österreichische Fußball-Frauenmeisterschaft 2010/11
Die österreichische Fußball-Frauenmeisterschaft wurde 2010/11 zum 39. Mal nach der 35-jährigen Pause zwischen 1938 und 1972 ausgetragen. Die höchste Spielklasse ist die ÖFB-Frauenliga und wurde zum 6. Mal durchgeführt. Die zweithöchste Spielklasse (2. Liga), in dieser Saison die 32. Auflage, wurde in drei regionale Ligen unterteilt, wobei die 2. Liga Mitte/West zum 2. Mal, die 2. Liga Ost und die 2. Liga Süd jeweils zum 5. Mal ausgetragen wurde. Die Saison dauerte von Mitte August bis Mitte Juni.
Österreichischer Fußballmeister wurde zum 9. Mal in Folge SV Neulengbach. Die Meister der zweithöchsten Spielklasse wurden Heeres SV Wals (Mitte/West), ASV Spratzern (Ost) und 1. DFC Leoben (Süd). In den Relegationsspielen konnte sich ASV Spratzern durchsetzen und war somit berechtigt, in der Saison 2011/12 in der ÖFB-Frauenliga zu spielen.
International konnte sich SV Neulengbach nach einer 1:2-Niederlage bei Kairat Almaty und einem 5:0-Heimsieg wieder für das Achtelfinale qualifizieren. Gegen Malmö musste sich dann Neulengbach knapp mit 1:3 und 0:1 geschlagen geben.

## Erste Leistungsstufe – ÖFB-Frauenliga

### Modus
Die ÖFB-Frauenliga wurde von zehn Mannschaften bestritten. Diese ermittelten in einem Durchgang mit Hin- und Rückrunde den österreichischen Fußballmeister sowie die Vertreter Österreichs in den internationalen Bewerben der Saison 2011/12.

### Saisonverlauf
Wie bei den letzten Saisonen davor, endete die Meisterschaft mit dem Meistertitel für den SV Neulengbach, der mit 52 Punkten und einem Torverhältnis von plus 70 vor dem FC Südburgenland gewann. Neben der Meisterschaft gewann Neulengbach den ÖFB-Ladies-Cup der Saison 2010/11.

### Abschlusstabelle
Die Meisterschaft endete mit folgendem Ergebnis:
| Pl.                            | Verein                  | Sp. | S  | U | N  | Tore    | Diff. | Punkte |
| ------------------------------ | ----------------------- | --- | -- | - | -- | ------- | ----- | ------ |
| 1.                             | SV Neulengbach (M, C)   | 18  | 17 | 1 | 0  | 084:140 | +70   | 52     |
| 2.                             | FC Südburgenland        | 18  | 13 | 3 | 2  | 064:310 | +33   | 42     |
| 3.                             | SK Kärnten              | 18  | 12 | 1 | 5  | 045:240 | +21   | 37     |
| 4.                             | FC Wacker Innsbruck     | 18  | 10 | 2 | 6  | 050:360 | +14   | 32     |
| 5.                             | USC Landhaus            | 18  | 8  | 1 | 9  | 029:330 | −4    | 25     |
| 6.                             | LUV Graz                | 18  | 6  | 2 | 10 | 042:440 | −2    | 20     |
| 7.                             | USK Hof                 | 18  | 4  | 3 | 11 | 026:510 | −25   | 15     |
| 8.                             | USG Ardagger/Neustadtl  | 18  | 4  | 3 | 11 | 024:550 | −31   | 15     |
| 9.                             | Union Kleinmünchen (RG) | 18  | 4  | 1 | 13 | 022:540 | −32   | 13     |
| 10.                            | FC Stattegg             | 18  | 3  | 1 | 14 | 024:680 | −44   | 10     |
| Stand: Endstand. Quelle: NOeFV |                         |     |    |   |    |         |       |        |

| (M)  | Österreichischer Fußball-Frauenmeister 2009/10 |
| (C)  | ÖFB-Ladies-Cup-Sieger 2009/10                  |
| (RG) | Gewinner der Relegation der Saison 2009/10     |

Qualifiziert über die Relegation
- 2. Liga Süd – 2. Liga Ost: ASV Spratzern (Relegation zur ÖFB-Frauenliga)

### Torschützenliste
Die Torschützenkrone sicherte sich Nina Burger mit 29 Toren.
| Pl. | Nat.       | Spieler         | Verein         | Tore |
| --- | ---------- | --------------- | -------------- | ---- |
| 01. | Osterreich | Nina Burger     | SV Neulengbach | 29   |
| 02. | Osterreich | Maria Gstöttner | SV Neulengbach | 26   |
| 03. | Osterreich | Cornelia Haas   | LUV Graz       | 16   |

## Zweite Leistungsstufe – 2. Liga
Die 2. Liga stellt die zweithöchste Leistungsgruppe im österreichischen Frauenfußball dar. Um die Kosten für die Vereine zu reduzieren, wird diese in drei regionalen Gruppen ausgespielt: 2. Liga Mitte/West, 2. Liga Ost und 2. Liga Süd.
Die zweite Leistungsstufe bestand aus drei Ligen, getrennt nach Regionen:
- 2. Liga Mitte/West mit den Vereinen aus Oberösterreich (OFV), Salzburg (SFV), Tirol (TFV) und Vorarlberg (VFV),
- 2. Liga Ost mit den Vereinen aus Niederösterreich (NÖFV) und Wien (WFV) und
- 2. Liga Süd mit den Vereine aus Burgenland (BFV), Kärnten (KFV) und Steiermark (StFV).

Der allgemeine Modus sieht vor, dass die Meister der Ligen in einer Relegation um den Aufstieg in die ÖFB-Frauenliga spielen konnten. Der Tabellenletzte der jeweiligen Liga stieg ab.

### 2. Liga Mitte/West

#### Modus
Die Liga bestand aus zu Saisonbeginn aus zehn Vereinen, doch nach wenigen Runden würde ASKÖ Doppl/Hart aufgelöst und es die Meisterschaft wurde mit neun Vereinen, die in zwei Durchgängen (Herbst und Frühjahr) insgesamt zweimal gegeneinander spielten, fortgesetzt. Nach diesen 16 Runden trat der Meister der Liga gegen den Meister der 2. Liga Ost/Süd in der Relegation an. Durch die Auflösung von ASKÖ Doppl/Hart stand der Absteiger schon vor Saisonende fest.

#### Saisonverlauf
Die 2. Liga Mitte/West begann am 21. August 2010 und endete am 5. Juli 2011 mit der 18. Runde. Das Auftaktspiel war das Match zwischen FC Wels Ladies und dem FC Geretsberg. Meister wurde Heeres SV Wals, der für die Relegation qualifiziert wäre, trat zu den Spielen nicht an.

#### Abschlusstabelle
Die Meisterschaft endete mit folgendem Ergebnis:
| Pl.                          | Verein                    | Sp. | S  | U | N  | Tore    | Diff. | Punkte |
| ---------------------------- | ------------------------- | --- | -- | - | -- | ------- | ----- | ------ |
| 1.                           | Heeres SV Wals            | 16  | 16 | 0 | 0  | 071:170 | +54   | 48     |
| 2.                           | FC Wacker Innsbruck II    | 16  | 12 | 2 | 2  | 056:220 | +34   | 38     |
| 3.                           | Union Geretsberg 2LMW1    | 16  | 6  | 6 | 4  | 034:240 | +10   | 24     |
| 4.                           | FC Wels Ladies            | 16  | 7  | 3 | 6  | 033:300 | +3    | 24     |
| 5.                           | FC Lustenau (N)           | 16  | 7  | 2 | 7  | 035:320 | +3    | 23     |
| 6.                           | SV Garsten                | 16  | 6  | 1 | 9  | 047:420 | +5    | 19     |
| 7.                           | ASKÖ Dionysen/Traun       | 16  | 2  | 5 | 9  | 026:450 | −19   | 11     |
| 8.                           | Union Kleinmünchen II (N) | 16  | 3  | 1 | 12 | 020:660 | −46   | 10     |
| 9.                           | LASK Ladies               | 16  | 3  | 0 | 13 | 023:670 | −44   | 09     |
| 10.                          | ASKÖ Doppl/Hart 2LMW2     | 0   | 0  | 0 | 0  | 000:000 | ±0    | 0      |
| Stand: Endstand. Quelle: OFV |                           |     |    |   |    |         |       |        |

| (N) | Neueinsteiger aus der Landesliga der Saison 2009/10 |

Qualifiziert über die Relegation
- Landesliga Kärnten – Landesliga Oberösterreich – Landesliga Steiermark: SV Taufkirchen/Pram (Relegation zur 2. Liga Mitte/West)

### 2. Liga Ost

#### Modus
Die elf Mannschaften spielen gegeneinander zwei Spiele, ein Heim- und ein Auswärtsspiel. Nach 20 Runden wird der Meister ermittelt, der um einen Platz in der ÖFB-Frauenliga kämpft. Die drei letzten Teams steigen in die Landesliga ab.

#### Saisonverlauf
Die 2. Liga Ost begann am 8. August 2010 und endete am 4. Juni 2011 mit der insgesamt 20. Runde. Auftaktspiel war das Match zwischen dem ASV Hornstein und dem SV Neulengbach II. Meister wurde der ASV Spratzern, absteigen mussten SV Groß-Schweinbarth, SV Ladies Furth und 1. SVg Guntramsdorf.

#### Abschlusstabelle
Die Meisterschaft endete mit folgendem Ergebnis:
| Pl.                            | Verein               | Sp. | S  | U | N  | Tore    | Diff. | Punkte |
| ------------------------------ | -------------------- | --- | -- | - | -- | ------- | ----- | ------ |
| 1.                             | ASV Spratzern (RV)   | 20  | 18 | 0 | 2  | 102:130 | +89   | 54     |
| 2.                             | SKV Altenmarkt       | 20  | 16 | 2 | 2  | 098:260 | +72   | 50     |
| 3.                             | SV Neulengbach II    | 20  | 12 | 3 | 5  | 055:200 | +35   | 39     |
| 4.                             | SV Gloggnitz         | 20  | 11 | 2 | 7  | 057:390 | +18   | 35     |
| 5.                             | ASK Erlaa (A)        | 20  | 10 | 3 | 7  | 043:370 | +6    | 33     |
| 6.                             | SV Horn              | 20  | 8  | 4 | 8  | 049:620 | −13   | 28     |
| 7.                             | USC Landhaus II      | 20  | 7  | 4 | 9  | 044:420 | +2    | 25     |
| 8.                             | ASV Hornstein (N)    | 20  | 6  | 5 | 9  | 024:390 | −15   | 23     |
| 9.                             | SV Groß-Schweinbarth | 20  | 5  | 2 | 13 | 031:990 | −68   | 17     |
| 10.                            | SV Ladies Furth      | 20  | 2  | 2 | 16 | 018:690 | −51   | 08     |
| 11.                            | 1. SVg Guntramsdorf  | 20  | 0  | 3 | 17 | 022:960 | −74   | 03     |
| Stand: Endstand. Quelle: NOeFV |                      |     |    |   |    |         |       |        |

| (A)  | Absteiger der Saison 2009/10                        |
| (N)  | Neueinsteiger aus der Landesliga der Saison 2009/10 |
| (RV) | Verlierer der Relegation der Saison 2009/10         |

Qualifiziert über die Relegation für die neugegründete 2. Liga Ost/Süd
- Landesliga Burgenland – Landesliga Niederösterreich – Landesliga Wien : ASK Baumgarten (Relegation zur 2. Liga Ost/Süd)

### 2. Liga Süd

#### Modus
Die Liga bestand aus sieben Vereinen, die in einer Hin- und zwei Rückrunden gegeneinander spielten. Nach diesen 18 Runden musste der Meister der Liga gegen den Meister der 2. Liga Ost um einen Aufstieg in die ÖFB-Frauenliga kämpfen. Die Plätze zwei und drei haben einen Platz in der neugegründeten 2. Liga Ost/Süd. Die vier letztplatzierten Mannschaften mussten hingegen in die jeweiligen Landesliga absteigen.

#### Saisonverlauf
Die 2. Liga Süd begann am 22. August 2010 und endete am 6. Juni 2010 mit der insgesamt 16. Runde. Auftaktspiel war die Begegnung zwischen dem SC St. Ruprecht/Raab und dem FC Südburgenland II. Meister wurde der SC/ESV Parndorf, der sich für die Relegationsspielen für den Aufstieg in die ÖFB-Frauenliga qualifizierte. 1. DFC Leoben und FC Südburgenland II sicherten sich die Plätze für die 2. Liga Ost/Süd. Absteigen mussten der SC St. Ruprecht/Raab, SG LUV Graz II/Mariatrost, FC Feldkirchen und SV Spittal/Drau.

#### Abschlusstabelle
Die Meisterschaft endete mit folgendem Ergebnis:
| Pl.                           | Verein                         | Sp. | S  | U | N  | Tore    | Diff. | Punkte |
| ----------------------------- | ------------------------------ | --- | -- | - | -- | ------- | ----- | ------ |
| 1.                            | SC/ESV Parndorf 2LS1           | 18  | 13 | 0 | 5  | 069:270 | +42   | 39     |
| 2.                            | 1. DFC Leoben                  | 18  | 12 | 2 | 4  | 047:230 | +24   | 38     |
| 3.                            | FC Südburgenland II            | 18  | 12 | 0 | 6  | 045:290 | +16   | 36     |
| 4.                            | SC St. Ruprecht/Raab (RV)      | 18  | 9  | 2 | 7  | 043:270 | +16   | 29     |
| 5.                            | SG LUV Graz Ii/Mariatrost 2LS2 | 18  | 6  | 2 | 10 | 029:350 | −6    | 20     |
| 6.                            | FC Feldkirchen                 | 18  | 6  | 1 | 11 | 033:530 | −20   | 19     |
| 7.                            | SV Spittal/Drau (N)            | 18  | 1  | 1 | 16 | 016:880 | −72   | 04     |
| Stand: Endstand. Quelle: StFV |                                |     |    |   |    |         |       |        |

| (N)  | Neueinsteiger aus der Landesliga der Saison 2009/10 |
| (RV) | Verlierer der Relegation der Saison 2009/10         |

Qualifiziert über die Relegation für die neugegründete 2. Liga Ost/Süd
- Landesliga Kärnten – Landesliga Oberösterreich – Landesliga Steiermark: ASK Baumgarten (Relegation zur 2. Liga Ost/Süd)

## Relegation

### Relegation zur ÖFB-Frauenliga
Es gab ein Relegationsduell um den Aufstieg in die ÖFB-Frauenliga für die Saison 2011/12, das in einem Hinspiel und einem Rückspiel, ausgetragen wurde. Die Relegation zur ÖFB Frauen-Bundesliga bestritten der Meister der 2. Liga Süd, SC/ESV Parndorf, und ASV Spratzern, der die 2. Liga Ost gewann.
| Datum                       |                       | Gesamt |                     | Hinspiel  | Rückspiel |
| --------------------------- | --------------------- | ------ | ------------------- | --------- | --------- |
| 13. Juni 2011 18. Juni 2011 | SC/ESV Parndorf (2LS) | 1:12   | ASV Spratzern (2LO) | 1:8 (1:3) | 0:4 (0:3) |

| Legende: (2LO): 2. Liga Ost, (2LS): 2. Liga Süd |

### Relegation zur 2. Liga Mitte/West
Landesliga Mitte-Region
Es gab ein Relegationsturnier um den Aufstieg in die 2. Liga Mitte/West für die Saison 2011/12, in dem die Meisterinnen aus Kärnten, Oberösterreich und Steiermark gegeneinander in drei Spiele antraten. Die erstplatzierte Mannschaft steigt in die 2. Liga Mitte/West auf, die anderen bleiben in der jeweiligen Landesliga. Die Tabelle des Miniturniers ergab folgendes Ergebnis.
| Datum      |                         | Ergebnis  |                         |
| ---------- | ----------------------- | --------- | ----------------------- |
| 18.06.2011 | SV Taufkirchen/Pram     | 2:1 (2:1) | SVG Bleiburg            |
| 25.06.2011 | SC St. Margarethen/Raab | 0:1 (0:0) | SV Taufkirchen/Pram     |
| 02.07.2011 | SVG Bleiburg            | 7:0 (3:0) | SC St. Margarethen/Raab |

Relegationstabelle
| Pl.             | Verein                         | Sp. | S | U | N | Tore    | Diff. | Punkte |
| --------------- | ------------------------------ | --- | - | - | - | ------- | ----- | ------ |
| 1.              | SV Taufkirchen/Pram (LLOÖ)     | 2   | 2 | 0 | 0 | 003:100 | +2    | 06     |
| 2.              | SVG Bleiburg (LLK)             | 2   | 1 | 0 | 1 | 008:200 | +6    | 03     |
| 3.              | SC St. Margarethen/Raab (LLSt) | 2   | 0 | 0 | 2 | 000:800 | −8    | 0      |
| Stand: Endstand |                                |     |   |   |   |         |       |        |

| Legende: (LLK): Kärnten, (LLOÖ): Oberösterreich, (LLST): Steiermark |

Landesliga West-Region
In der West-Region wurde keine Relegation ausgespielt.

### Relegation zur 2. Liga Ost/Süd
Landesliga Ost-Region
Es gab ein Relegationsturnier um den Aufstieg in die 2. Liga Ost/Süd für die Saison 2011/12, in dem die Meisterinnen aus Burgenland, Niederösterreich und Wien gegeneinander in drei Spiele antraten. Die erstplatzierte Mannschaft steigt in die 2. Liga Ost/Süd auf, die anderen bleiben in der jeweiligen Landesliga. Die Tabelle des Miniturniers ergab folgendes Ergebnis.
| Datum      |                 | Ergebnis  |                 |
| ---------- | --------------- | --------- | --------------- |
| 12.06.2011 | SC Leopoldsdorf | 4:0 (3:0) | ESV Süd-Ost     |
| 26.06.2011 | ASK Baumgarten  | 1:1 (0:1) | SC Leopoldsdorf |
| 02.07.2011 | ESV Süd-Ost     | 3:0 R1    | ASK Baumgarten  |

Relegationstabelle
| Pl.             | Verein                | Sp. | S | U | N | Tore    | Diff. | Punkte |
| --------------- | --------------------- | --- | - | - | - | ------- | ----- | ------ |
| 1.              | SC Leopoldsdorf (LLN) | 2   | 1 | 1 | 0 | 005:100 | +4    | 04     |
| 2.              | ESV Süd-Ost (LLW)     | 2   | 1 | 0 | 1 | 003:400 | −1    | 03     |
| 3.              | ASK Baumgarten (LLB)  | 2   | 0 | 1 | 1 | 001:400 | −3    | 01     |
| Stand: Endstand |                       |     |   |   |   |         |       |        |

| Legende: (LLB): Burgenland, (LLN): Niederösterreich, (LLW): Wien |

Obwohl ASK Baumgarten auf den 3. Platz landeten stiegen sie auf, da sowohl SC Leopoldsdorf als auch ESV Süd-Ost auf den Aufstieg verzichteten.
Landesliga Süd-Region
In der Süd-Region wurde keine Relegation ausgespielt.